# Duane Allman
Howard Duane Allman, noto anche con il soprannome Skydog (Nashville, 20 novembre 1946 – Macon, 29 ottobre 1971), è stato un chitarrista e cantante statunitense.
Famoso sia per l'uso dello slide sia per la sua notevole capacità di improvvisare, è stato inserito al decimo posto nella lista dei 250 migliori chitarristi secondo Rolling Stone. È noto per aver fondato la The Allman Brothers Band con suo fratello Gregg e per aver avuto un ruolo importante nell'album del 1970 Layla and Other Assorted Love Songs di Derek and the Dominos, in cui collaborò con Eric Clapton. Inoltre, è stato session man per alcuni grandi artisti R&B dell'epoca.

## Biografia

### L'infanzia
Allman nacque a Nashville nel Tennessee da una famiglia di origini irlandesi, ma tre anni dopo la sua famiglia si trasferì vicino a Norfolk in Virginia. Suo padre Willis, sergente dell'esercito statunitense, morì il 26 dicembre in una rapina mentre si trovava a casa in licenza dalla guerra di Corea, così Geraldine "Mama A" Allman e i ragazzi ritornarono a Nashville. Nel 1957 si spostarono a Daytona Beach in Florida.
Nell'estate del 1959, mentre si trovavano a Nashville per visitare la famiglia, Duane e Gregg andarono al "Nashville Auditorium" per assistere ad un concerto di B.B. King e insieme furono colpiti dalla forza del blues. Gregg ricorda che, a metà concerto, il fratello Duane si girò verso di lui e gli disse: «Noi dobbiamo riuscire ad essere così.»
Nel 1960 Duane fu spinto ad imparare a suonare la chitarra dal fratello minore, Gregg, che ne comprò una dopo aver sentito un vicino di casa suonare una canzone country su una chitarra folk. Gregg più tardi disse: «Diventò più bravo di me senza avermi dato il tempo di rimediare.»

### Le prime band
I fratelli Allman iniziarono a suonare in pubblico nel 1961, formando un gran numero di piccole band locali. A quel punto Duane abbandonò la scuola secondaria per stare a casa durante il giorno, con il fine di migliorare la propria tecnica chitarristica. Una loro band, "The Escorts", diventò l'Allman Joys e dopo che Gregg si diplomò alla Seabreeze High School, nel 1965, la band partì passando per il Sud Est degli Stati Uniti, con base a Nashville e a Saint Louis nel Missouri.
Gli Allman Joys si trasformarono in un'altra band, gli Hour Glass, e si stabilirono a Los Angeles in California all'inizio del 1967. Qui gli Hour Glass produssero due album di cui rimasero completamente insoddisfatti. La Liberty, loro casa discografica, provò a trasformarli in un gruppo pop ignorando completamente le intenzioni della band, orientata fin dall'inizio verso il blues e stili affini. Le canzoni degli Hour Glass sono presenti nella prima e nella seconda antologia di Duane Allman e anche nell'antologia degli Allman Brothers Band intitolata Dreams.
A questo punto Duane, dopo aver sentito Taj Mahal suonare un classico di Willie McTell, Statesboro Blues, aggiunse al suo bagaglio tecnico l'uso dello slide, successivamente uno dei tratti più distintivi nella musica degli Allman Brothers. In particolare Duane amava usare una bottiglietta vuota di Coricidin, un farmaco con proprietà decongestionanti.
Gli Hour Glass si sciolsero all'inizio del 1968 e Gregg e Duane ritornarono in Florida dove suonarono in una demo dei 31st of February, un gruppo folk rock in cui il batterista era Butch Trucks. Gregg ritornò in California mentre Duane girava per la Florida senza trovare alcuna band fissa.

### Duane Session Man
Duane fu notato da Rick Hall, proprietario dei FAME Studios a Muscle Shoals, in Alabama, durante la registrazione di uno degli album degli Hour Glass. Nel novembre del 1968 Hall lo assunse per incidere un album con Wilson Pickett. Il lavoro di Allman su questo album, consistente nella cover di Hey Jude, lo portò ad essere notato da un gran numero di musicisti fra cui Eric Clapton che più tardi disse: «Ricordo di aver sentito l'album di Wilson Pickett [Hey Jude] e rimasi semplicemente frastornato dagli assoli di chitarra... avevo bisogno di sapere chi fosse quel chitarrista.» Successivamente, Clapton chiamò Duane a suonare nelle sessioni di registrazione dello storico album Layla and Other Assorted Love Songs dei Derek and the Dominos.
La sua performance nell'album di Wilson Pickett richiamò anche l'attenzione del produttore dell'Atlantic Records Jerry Wexler, che si fece immediatamente cedere il contratto da Rick Hall. Wexler inserì Duane nei dischi di un gran numero di artisti R&B dell'Atlantic, fra cui Clarence Carter, King Curtis, Aretha Franklin, Otis Rush, Percy Sledge, Johnny Jenkins, Boz Scaggs, Delaney & Bonnie e il flautista jazz Herbie Mann. Poco dopo le sue incisioni in Hey Jude registrò tutte le parti di chitarra solista nella canzone di Boz Scaggs Loan Me a Dime, ricordata come una delle migliori esecuzioni del chitarrista statunitense.

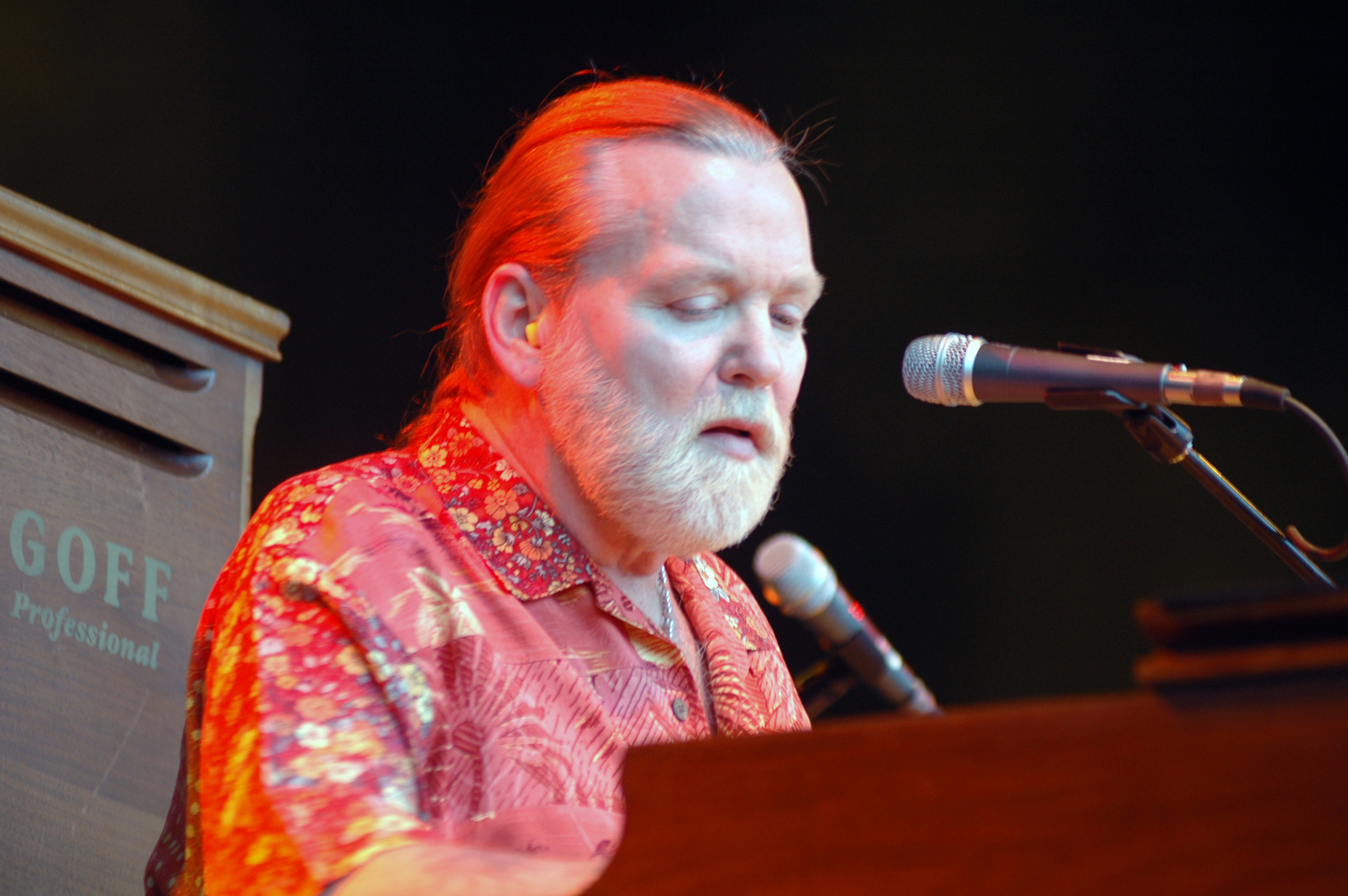
Gregg, il fratello minore di Duane

### La morte
Il 29 ottobre 1971 Duane Allman, mentre stava lavorando all'album Eat a Peach, morì in un incidente in moto a Macon, in Georgia, all'età di 24 anni. L'11 novembre 1972, poco più di un anno dopo, il bassista della Allman Brothers Band, Berry Oakley, morì schiantandosi in motocicletta contro un autobus a soli tre isolati di distanza dal luogo dell'incidente di Duane.
Ronnie Van Zant dei Lynyrd Skynyrd, nel 1973, dedicò la canzone Free Bird alla memoria di Duane.
Duane Allman e Berry Oakley sono sepolti uno accanto all'altro nel Rose Hill Cemetery a Macon, Georgia.

## Discografia
| Album                                                                                  | Artista                  | Anno | Tipo di album |
| -------------------------------------------------------------------------------------- | ------------------------ | ---- | ------------- |
| Hour Glass                                                                             | Hour Glass               | 1967 | studio        |
| I Can Tell                                                                             | John P. Hammond          | 1967 | studio        |
| Power of Love                                                                          | Hour Glass               | 1968 | studio        |
| The Allman Brothers Band                                                               | The Allman Brothers Band | 1969 | studio        |
| Boz Scaggs                                                                             | Boz Scaggs               | 1969 | studio        |
| Hey Jude                                                                               | Wilson Pickett           | 1969 | studio        |
| Instant Groove                                                                         | King Curtis              | 1969 | studio        |
| More Sweet Soul                                                                        | Arthur Conley            | 1969 | studio        |
| Southern Fried                                                                         | John P. Hammond          | 1969 | studio        |
| Two Jews Blues                                                                         | Barry Goldberg           | 1969 | studio        |
| Mourning in the Morning                                                                | Otis Rush                | 1969 | studio        |
| Idlewild South                                                                         | The Allman Brothers Band | 1970 | studio        |
| New Routes                                                                             | Lulu                     | 1970 | studio        |
| Ronnie Hawkins                                                                         | Ronnie Hawkins           | 1970 | studio        |
| Spirit in the Dark                                                                     | Aretha Franklin          | 1970 | studio        |
| To Bonnie from Delaney                                                                 | Delaney & Bonnie         | 1970 | studio        |
| Ton-Ton Macoute!                                                                       | Johnny Jenkins           | 1970 | studio        |
| This Girl's in Love with You                                                           | Aretha Franklin          | 1970 | studio        |
| Christmas and the Beads of Sweat                                                       | Laura Nyro               | 1970 | studio        |
| Layla and Other Assorted Love Songs                                                    | Derek and the Dominos    | 1970 | studio        |
| 5'll Get You Ten                                                                       | Cowboy                   | 1971 | studio        |
| Blasts from My Past                                                                    | Barry Goldberg           | 1971 | studio        |
| Motel Shot                                                                             | Delaney & Bonnie         | 1971 | studio        |
| Push Push                                                                              | Herbie Mann              | 1971 | studio        |
| At Fillmore East                                                                       | The Allman Brothers Band | 1971 | live          |
| An Anthology                                                                           | Duane Allman             | 1972 | compilation   |
| D&B Together                                                                           | Delaney & Bonnie         | 1972 | studio        |
| Dialogs                                                                                | Duane Allman             | 1972 | promo         |
| Duane & Greg Allman                                                                    | Duane and Gregg Allman   | 1972 | studio        |
| Eat a Peach                                                                            | The Allman Brothers Band | 1972 | studio        |
| Early Allman – Featuring Duane and Gregg Allman                                        | The Allman Joys          | 1973 | studio        |
| The Hour Glass                                                                         | Hour Glass               | 1973 | compilation   |
| An Anthology – Volume II                                                               | Duane Allman             | 1974 | compilation   |
| The Road Goes On Forever                                                               | The Allman Brothers Band | 1975 | compilation   |
| The Best of Duane Allman                                                               | Duane Allman             | 1979 | compilation   |
| Dreams                                                                                 | The Allman Brothers Band | 1989 | compilation   |
| The Layla Sessions: 20th Anniversary Edition                                           | Derek and the Dominos    | 1990 | studio        |
| Live at Ludlow Garage: 1970                                                            | The Allman Brothers Band | 1991 | live          |
| A Decade of Hits 1969–1979                                                             | The Allman Brothers Band | 1991 | compilation   |
| The Fillmore Concerts                                                                  | The Allman Brothers Band | 1992 | live          |
| Fillmore East, February 1970                                                           | The Allman Brothers Band | 1996 | live          |
| Mycology: An Anthology                                                                 | The Allman Brothers Band | 1998 | compilation   |
| All Live!                                                                              | The Allman Brothers Band | 1998 | live          |
| 20th Century Masters - The Millennium Collection: The Best of the Allman Brothers Band | The Allman Brothers Band | 2000 | compilation   |
| American University 12/13/70                                                           | The Allman Brothers Band | 2002 | live          |
| Live at the Atlanta International Pop Festival: July 3 & 5, 1970                       | The Allman Brothers Band | 2003 | live          |
| S.U.N.Y. at Stonybrook: Stonybrook, NY 9/19/71                                         | The Allman Brothers Band | 2003 | live          |
| Southbound                                                                             | Hour Glass               | 2004 | compilation   |
| Gold                                                                                   | The Allman Brothers Band | 2005 | compilation   |
| Boston Common, 8/17/71                                                                 | The Allman Brothers Band | 2007 | live          |